# غار دارابی ۱
غار دارابی ۱ مربوط به دوران پارینه‌سنگی جدید است و در شهرستان کوهدشت، بخش مرکزی، دهستان کوهدشت شمالی، روستای دارابی واقع شده و این اثر در تاریخ ۲۸ اسفند ۱۳۸۵ با شمارهٔ ثبت ۱۸۵۰۵ به‌عنوان یکی از آثار ملی ایران به ثبت رسیده است.